# Сє Чантін
Сє Чантін (спрощ.: 谢长廷; кит. трад.: 謝長廷; піньїнь: Xiè Chángtíng), також відомий як Френк Сє (англ. Frank Hsieh; нар. 18 травня 1946) — китайський політик, голова Виконавчого Юаня Республіки Китай у 2005—2006 роках.

## Кар'єра
Здобув юридичну освіту в Національному тайванському університеті.
Від 1969 до 1981 року працював адвокатом. Від 1981 до 1988 року обирався до лав міської ради Тайбея. В 1988—1995 роках був депутатом Законодавчого Юаня (парламенту) Республіки Китай. 1998 року був обраний на пост мера міста Гаосюн.
У січні 2005 року очолив уряд, утім вже за рік після поразки Демократичної прогресивної партії на виборах подав у відставку.
Перед президентськими виборами 2008 року Сє Чантін виграв «праймеріз» у своїй партії та став її офіційним кандидатом. На виборах, що відбулись 22 березня 2008 року, він зайняв друге місце, набравши 41,55 % голосів, поступившись кандидату від партії «Гоміндан» Ма Їнцзю.